# Milada
Milada ist ein tschechischer weiblicher Vorname.

## Namensträgerinnen
- Milada Blekastad (1917–2003), tschechisch-norwegische Literaturhistorikerin, Übersetzerin, Kulturschaffende und Staatsstipendiatin
- Milada Horáková (1901–1950), tschechoslowakische Frauenrechtlerin und Politikerin (ČSNS)
- Milada Karbanová (* 1948), tschechoslowakische Hochspringerin
- Milada Marešová (1901–1987), tschechische Künstlerin und Illustratorin
- Milada Mayerová (1901–1977), tschechische Tänzerin und Choreografin, siehe Milča Mayerová
- Milada Skrbková (1897–1935), tschechoslowakische Tennisspielerin
- Milada Součková (1898–1983), tschechische Schriftstellerin und Literaturtheoretikerin
- Milada Šubrtová (1924–2011), tschechoslowakische Opernsängerin (Sopran)
- Milada Anna Vachudová (* 1968/69), US-amerikanische Politikwissenschaftlerin